# Бруно Фелипе Соуза да Силва
Бруно Фелипе Соуза да Силва (порт. Bruno Felipe Souza Da Silva; род. 26 мая 1994, Сан-Паулу) — бразильский футболист, полузащитник кипрского клуба «Пафос».

## Биография
Начал профессиональную карьеру в 2015 году в клубе «Аустрия» из города Лустенау, который выступал во Второй лиге Австрии. Летом 2017 года присоединился к клубу ЛАСК. Его дебют в чемпионате Австрии состоялся 22 июля 2017 года в матче против «Адмиры» (3:0).
Зимой 2018 года на правах полуторагодичной аренды перешёл в афинский «Атромитос». В составе команды впервые сыграл 28 января 2018 года в поединке греческого чемпионата против «Ларисы» (1:0). Вместе с командой дважды занимал четвёртое место чемпионата, что давало право «Атромитосу» выступать в квалификации Лиги Европы. Единственный матч за «Атромитос» на этом уровне Бруно сыграл 26 июля 2018 года против белорусского «Динамо-Брест» (3:4).
18 июня 2019 года стало известно о сделке между ЛАСКом и «Олимпиакосом», который выкупил контракт бразильца за 500 тысяч евро. По итогам сезона 2019/20 его новый клуб стал чемпионом и обладателем Кубка Греции. Бруно в «Олимпиакосе» не завоевал место в основном составе. В связи с этим, 1 февраля 2021 года, бразилец заключил соглашение с «Арисом», рассчитанное на 2,5 года. Его новый клуб стал серебряным призёром чемпионата, получив право играть в Лиге конференций УЕФА, где греческий «Арис» по сумме двух матчей уступил казахстанской «Астане» (2:3).
20 августа 2021 года перешёл в тираспольский «Шериф». Спустя неделю, 28 августа 2021 года, полузащитник дебютировал в чемпионате Молдавии в игре против «Бэлця» (2:0). Вместе с партнёрами впервые в истории «Шерифа» и молдавского футбола выступал в групповом этапе Лиги чемпионов УЕФА. На национальном уровне «Шериф» добился победы в чемпионате и кубке.
Летом 2022 года на правах свободного агента подписал двухлетний контракт с кипрской «Омонией». Спустя полгода его контракт за 1,4 миллиона евро выкупил другой клуб из чемпионата Кипра — «Пафос».

## Достижения
«Олимпиакос»
- Чемпион Греции: 2019/20
- Обладатель Кубка Греции: 2019/20

«Арис»
- Серебряный призёр чемпионата Греции: 2020/21

«Шериф»
- Чемпион Молдавии: 2021/22
- Обладатель Кубка Молдавии: 2021/22

## Статистика
| Клуб       | Сезон   | Лига                | Лига  | Лига | Кубок | Кубок | Континент. | Континент. | Суперкубок | Суперкубок |
| Клуб       | Сезон   | Дивизион            | Матчи | Лиги | Матчи | Лиги  | Матчи      | Лиги       | Матчи      | Лиги       |
| ---------- | ------- | ------------------- | ----- | ---- | ----- | ----- | ---------- | ---------- | ---------- | ---------- |
| Аустрия    | 2015/16 | Вторая лига Австрии | 27    | 3    | 1     | 0     |            |            |            |            |
| Аустрия    | 2016/17 | Вторая лига Австрии | 31    | 10   | 1     | 0     |            |            |            |            |
| ЛАСК       | 2017/18 | Чемпионат Австрии   | 18    | 1    | 3     | 0     |            |            |            |            |
| Атромитос  | 2017/18 | Чемпионат Греции    | 11    | 1    | 1     | 0     |            |            |            |            |
| Атромитос  | 2018/19 | Чемпионат Греции    | 27    | 2    | 5     | 1     | 1          | 0          |            |            |
| Олимпиакос | 2019/20 | Чемпионат Греции    | 7     | 0    | 1     | 0     | 1          | 0          |            |            |
| Олимпиакос | 2020/21 | Чемпионат Греции    | 3     | 0    |       |       | 0          | 0          |            |            |
| Арис       | 2020/21 | Чемпионат Греции    | 12    | 0    | 2     | 0     |            |            |            |            |
| Арис       | 2021/22 | Чемпионат Греции    |       |      |       |       | 2          | 0          |            |            |
| Шериф      | 2021/22 | Чемпионат Молдавии  | 18    | 5    | 3     | 1     | 8          | 0          |            |            |
| Омония     | 2022/23 | Чемпионат Кипра     | 20    | 8    | 1     | 1     | 8          | 1          | 1          | 0          |
| Пафос      | 2022/23 | Чемпионат Кипра     | 10    | 0    | 2     | 0     |            |            |            |            |